# Lyonsifusus carvalhoriosi
Lyonsifusus carvalhoriosi is een slakkensoort uit de familie van de Fasciolariidae. De wetenschappelijke naam van de soort werd in 2001 voor het eerst geldig gepubliceerd door O. Mascotay en R. Campos Villarroel.